# Lake Mary
Lake Mary est une ville américaine située dans le comté de Seminole en Floride.

## Démographie
| 1980  | 1990  | 2000   | 2010   | - | - |
| ----- | ----- | ------ | ------ | - | - |
| 2 853 | 5 929 | 11 458 | 13 822 | - | - |

Au recensement de 2010, sa population était de 13 822 habitants.

## Traduction
- (en) Cet article est partiellement ou en totalité issu de l’article de Wikipédia en anglais intitulé « Lake Mary, Florida » (voir la liste des auteurs).